# Pierre Waché
Pierre Waché (Auchel, 10 dicembre 1974) è un ingegnere francese, direttore tecnico della Red Bull Racing.

## Biografia

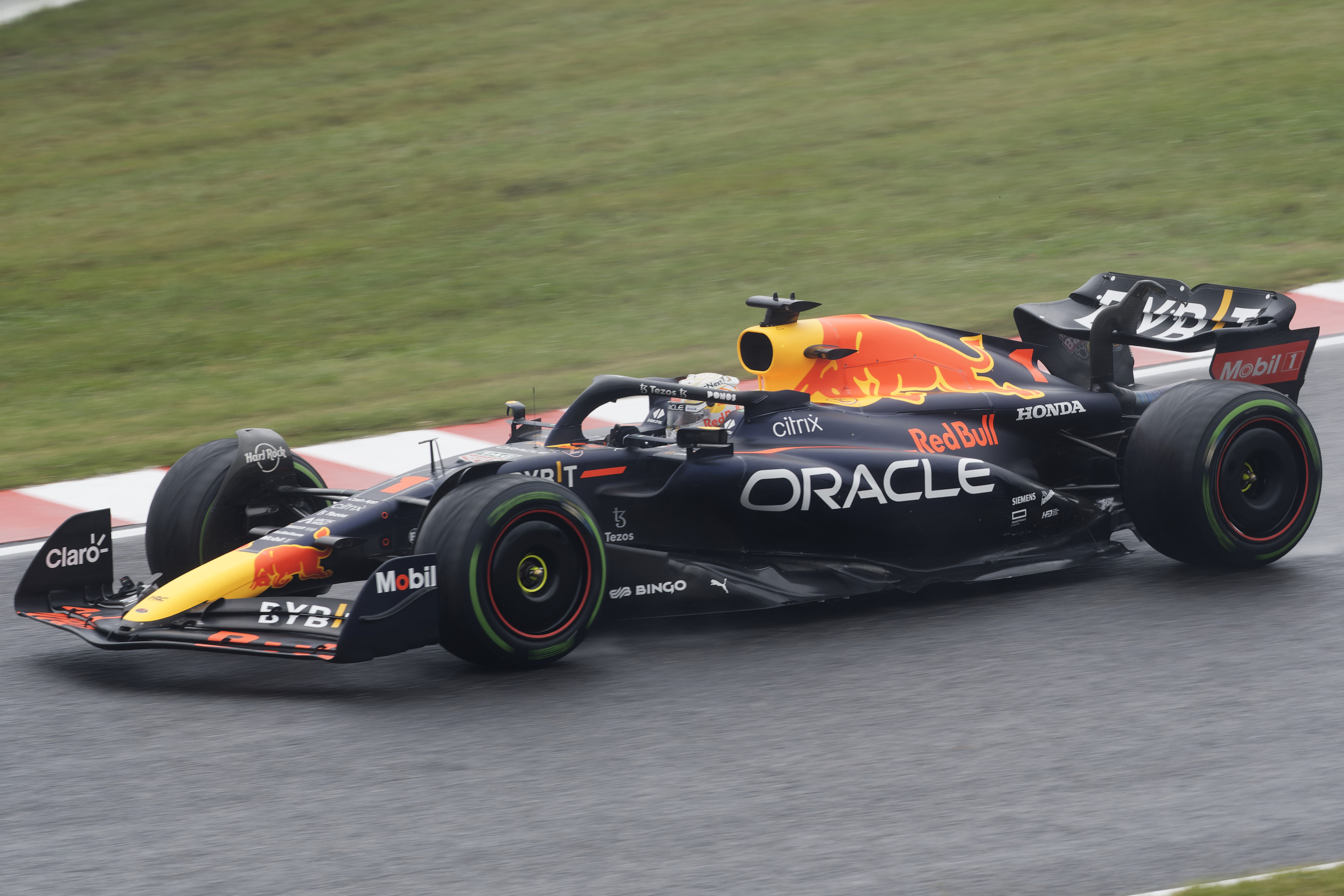
La Red Bull RB18 progettata da Pierre Waché, campione del mondo di Formula 1

Laureato in fluidodinamica dal Politecnico Nazionale della Lorena e specializzato in ingegneria biomeccanica, nel 2001 ha iniziato a lavorare per Michelin, nel programma di Formula 1, come ingegnere responsabile dello sviluppo degli pneumatici. Alla fine del 2006, con Michelin che ha lasciato la Formula 1, è passato alla BMW Sauber come ingegnere di pista, lavorando su pneumatici e sospensioni.
Nel 2013 si è trasferito alla Red Bull, inizialmente col ruolo di ingegnere capo e, sei mesi dopo, direttore del reparto tecnico e prestazioni al posto di Mark Ellis. Nel 2018 ha assunto il ruolo di direttore tecnico responsabile della progettazione e della produzione dell'auto, diventando il braccio destro e numero due di Adrian Newey. Successivamente, insieme a Newey, nel 2022 ha progettato la monoposto RB18 laureatasi campione del mondo con Max Verstappen.